# William Bradshaw
William Bradshaw, född 1571, död 1618, var en engelsk puritan.
Bradshaw studerade i Cambridge och kom som informator på Guernsey under starkt inflytande av den berömde puritanen Thomas Cartwright. Bradshaw erhöll 1601 en predikantbefattning, men suspenderades redan följande år för kättersk lära och förföljdes även senare av renlärighetsivrarna. 
Mest känd är han för sin bok English puritanisme (1605, också utgiven i latinsk översättning av William Ames), under titeln "Puritanismus anglicus" 1610. Där beskriver han de strängaste puritanernas lära och argumenterar skarpt mot yttre andlig domsrätt över enskilda församlingar.